# 歌劇魅影
《歌劇魅影》（法語：Le Fantôme de l'Opéra，發音：[lə fɑ̃tom də lɔpeʁa]）是法國作家卡斯頓·勒胡創作的小說。該書於1909年9月23日至1910年1月8日首先在《高盧人報》以連載形式刊登，並於1910年3月下旬由皮埃爾·拉菲特集結成冊出版。
本小說部分靈感來自19世紀巴黎歌劇院的歷史事件，以及一則關於1841年製作卡尔·马利亚·冯·韦伯的歌劇《魔彈射手》時，曾使用一名退役芭蕾舞生前學員的骸骨作舞台道具的傳聞。
《歌劇魅影》已多次成功改編為舞台劇及電影作品，其中最具代表性的版本包括由朗·钱尼主演的1925年電影版，以及安德鲁·劳埃德·韦伯創作的1986年音樂劇版。

## 故事大綱

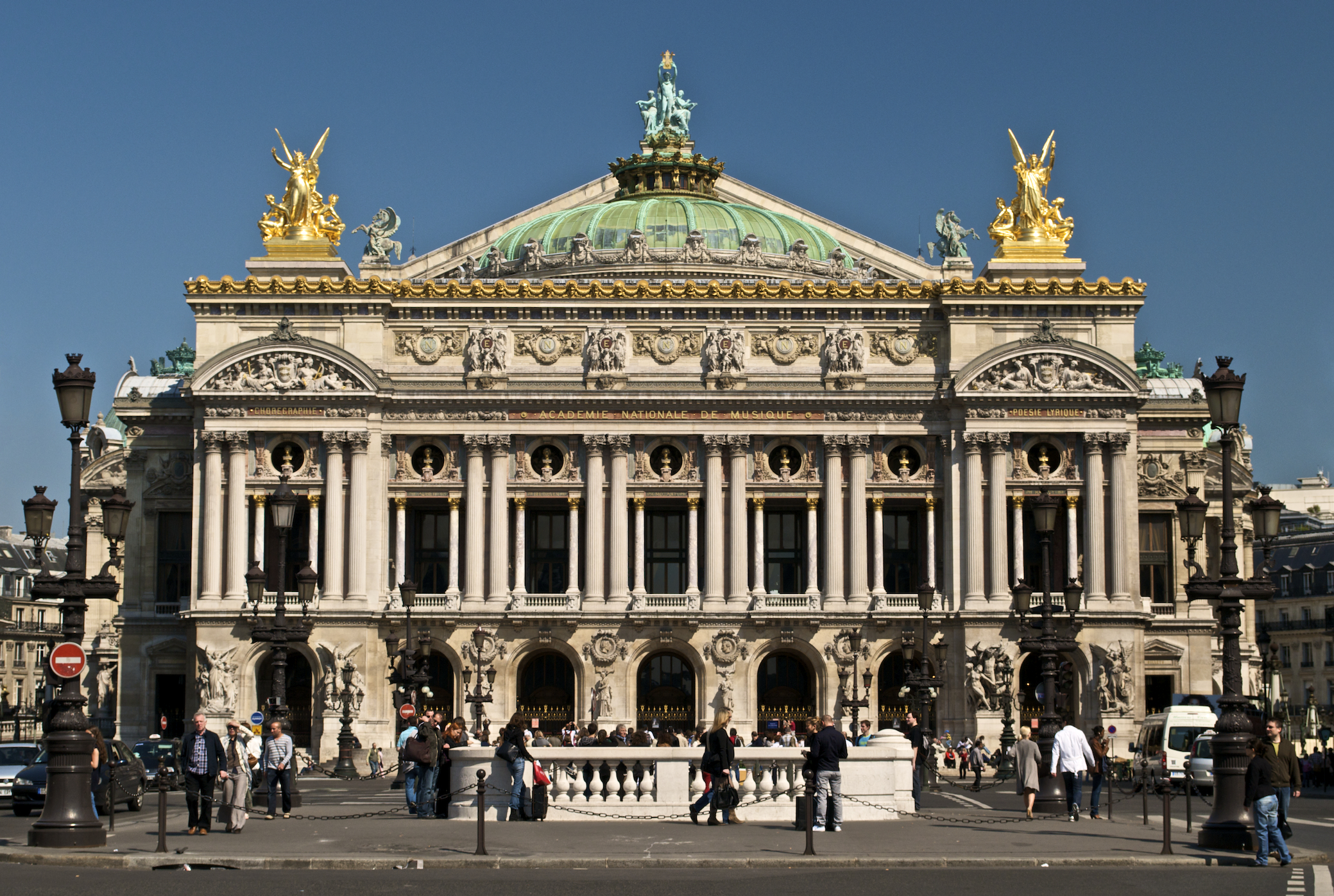
巴黎歌劇院為該小說的主要背景地點。

1880年代的巴黎歌劇院內，流傳著一位被稱為「歌劇魅影」的神秘人物。某日，舞台工作人員約瑟夫·布克（Joseph Buquet）被發現吊死，然而頸上並無繩索，這起詭異事件引發了劇院內部的恐慌與謠言四起。在歌劇院經理退休慶祝晚會上，瑞典女高音克莉絲汀·達埃臨時替病倒的主角卡洛塔登台演唱，獲得極大成功。觀眾席中的勞爾·德·沙尼子爵認出她是自己的兒時玩伴。他試圖拜訪克莉絲汀，卻聽見更衣室內有一名男子讚美她；當克莉絲汀離開後，勞爾進入更衣室卻發現空無一人。
之後，兩人在佩罗斯吉雷克重逢，勞爾質問她更衣室中男子的聲音來源。克莉絲汀表示，那是她過世父親曾告訴她的「音樂天使」，一直在指導她歌唱。勞爾半信半疑，認為這是她的幻想，令克莉絲汀憤然離開。某晚，克莉絲汀獨自前往父親墓前，忽然有神秘身影拉奏小提琴。勞爾跟蹤對質，卻被神秘男子擊倒而昏迷。歌劇院新任經理陸續收到「歌劇魅影」的信件，要求克莉絲汀出演歌劇《浮士德》中的女主角瑪格麗特（Marguerite），並將第五包廂留給魅影專用，否則將對劇院施以詛咒。經理們視之為惡作劇置之不理，然而不久後，卡洛塔突然聲音嘶啞如青蛙，且一盞吊燈墜落觀眾席，釀成一人死亡。魅影隨即從克莉絲汀更衣室綁架她，露出真面目：一名面貌畸形的男子艾瑞克。
艾瑞克將克莉絲汀囚禁於自己的巢穴，原本打算只留她數日。當克莉絲汀揭開他的面具，見到他那骷髏般的面容時，雙方皆感震驚。害怕她逃走，艾瑞克決定永久將她囚禁。不過，兩週後克莉絲汀請求獲釋，艾瑞克同意，條件是她必須戴上他的戒指，並對他保持忠誠。某日傍晚，克莉絲汀在歌劇院屋頂向勞爾述說被綁架的經歷，並囑咐他一定要發誓幫她逃脫艾瑞克的追捕，哪怕她會反抗。勞爾承諾隔日救她。艾瑞克暗中監視，偷聽了兩人的對話。隔夜，憤怒且嫉妒的艾瑞克在《浮士德》演出期間再次綁架克莉絲汀，並威脅逼她嫁給自己。勞爾在一位神秘常客「波斯人」的幫助下，潛入艾瑞克的巢穴，卻被困在迷宮般的鏡室中。艾瑞克威脅道，如果克莉絲汀不從，將引爆巢穴中的炸藥，炸毀整座歌劇院，並殺死所有人。
在巨大的壓力下，克莉絲汀答應嫁給艾瑞克。艾瑞克原本打算淹死勞爾和波斯人，但克莉絲汀懇求他，保證成為他的妻子後絕不會自殺。最終，艾瑞克釋放了兩人。當艾瑞克獨處時，他摘下面具輕輕吻了克莉絲汀的額頭，艾瑞克坦言，他從未親吻過任何人，甚至包括自己的母親，因為她曾逃離他。克莉絲汀握緊他的手，輕聲喚他「可憐而不幸的艾瑞克」，令他彷彿化身為誓死效忠她的忠犬。艾瑞克允許波斯人與勞爾離開，但條件是克莉絲汀必須在他死後前來探望並歸還戒指，而波斯人則需向報社揭露艾瑞克因愛而逝的消息。
最終，克莉絲汀遵守約定回到巢穴，歸還戒指並將艾瑞克安葬在無人知曉的地方。隨後，地方報紙刊登了「艾瑞克已死」的消息。克莉絲汀與勞爾私奔，從此不再回到歌劇院。

### 尾聲
故事尾聲揭露，艾瑞克天生面貌畸形，為一名建築商之子。年幼時離開故鄉諾曼第，遊歷各地市集與馬戲團，自學馬戲技藝，曾遍歷歐亞大陸，甚至打造過波斯與土耳其的幻術宮殿。返法後，他創立建築公司，受聘參與巴黎歌劇院的基礎工程。艾瑞克秘密打造巢穴，內設隱藏通道與多重機關，使他能暗中監視歌劇院經理層的動向。

## 創作背景

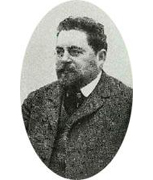
卡斯頓·勒胡，《歌劇魅影》作者。

本書作者卡斯頓·勒胡原本立志成為律師，但因揮霍遺產於賭博，最終轉而進入《巴黎回聲報》擔任記者。他在報社主要負責撰寫戲劇評論，同時兼任法庭記者。這份工作使他得以頻繁出差旅行，返巴黎後則逐漸專注於小說創作。由於深受艾德加·愛倫·坡與阿瑟·柯南道爾爵士的影響，他於1907年發表偵探推理小說《黃色房間的秘密》，並於四年後推出《歌劇魅影》。 該作品最初以報紙連載的形式刊登，隨後才正式結集出版。
《歌劇魅影》的故事舞台設定於真實存在的巴黎歌劇院。在創作過程中，勒魯融入了該歌劇院落成之初廣為流傳的傳聞與歷史事故。例如，據稱在艾蒂安-約瑟夫·弗洛凱歌劇《埃萊》首幕結束後，屋頂曾發生火災，導致吊燈平衡錘的鋼索熔斷，吊燈墜落造成多人受傷並奪走一條人命。勒魯將這起事故與「歌劇院鬧鬼」的傳說結合，完成了《歌劇魅影》的構思，在1910年於法國正式出版後，之後又被翻譯為英語版。
小說中描寫的「地下湖」實際上是位於歌劇院下方的一座大型蓄水池，至今仍被巴黎消防隊用作黑暗水域游泳訓練場地。小說連載版本中曾包含完整的一章《魔法信封》（L'enveloppe magique），但後來未被收入單行本版本。雖然該章節大部分內容已分散整合至其他章節，完整文本直到2014年才首次以英譯本形式重新出版。

## 登場角色
- 艾瑞克：隐居在歌剧院的「魅影」，身形畸形且精神困擾的舞臺魔術師，精通歌劇並擅長腹語術，別名「音樂天使」與「歌劇幽靈」。他是克莉斯汀的聲樂老師，後來對她產生執著的迷戀。
- 克莉斯汀·達埃（英语：Christine Daaé）：年輕的瑞典女高音，巴黎歌劇院的歌手，深受魅影的迷戀。
- 勞爾·德·沙尼子爵（英语：Viscount_Raoul_de_Chagny）：克莉斯汀的兒時好友，兩人重燃年少時的愛情。
- 波斯人（英语：The_Persian）：知情艾瑞克過去的一位神秘男子。
- 夏尼伯爵菲利普（Comte Philippe de Chagny）：拉烏的哥哥。
- 阿爾芒·蒙夏爾曼（Armand Moncharmin）與費爾曼·理查（Firmin Richard）：巴黎歌劇院的新任經理。
- 吉里夫人（英语：Madame Giry）：歌劇院包廂管理員，芭蕾舞者梅格·吉里的母親。
- 梅格·吉里（英语：Meg Giry）：吉里夫人的女兒，巴黎歌劇院芭蕾舞者。
- 德比恩（Debienne）與波利尼（Poligny）先生：巴黎歌劇院的前任經理。
- 卡洛塔（英语：Carlotta_(The_Phantom_of_the_Opera)）：被寵壞的首席女高音，巴黎歌劇院主唱。
- 瓦勒里烏斯夫人（Madame Valérius）：克莉斯汀·達埃的年長監護人。

## 主題

### 音樂
勒魯在《歌劇魅影》中藉由歌劇的背景，將音樂作為重要的敘事伏筆與鋪陳手法。米蕾·里比耶爾（Mireille Ribière）指出，勒魯此前曾擔任劇評人，而其兄長亦為音樂家，因此他對音樂具有深厚理解，能夠運用音樂作為結構性裝置。她舉例說明，勒魯在盛大宴會場景中引入了《骷髏之舞》藉此暗示後續墓地場景中，魅影拉奏小提琴給克里斯汀聽、並在勞爾試圖干預時出手攻擊的劇情。
派翠西亞·德拉姆萊特（Patricia Drumright）則認為，音樂在小說中貫穿始終，且是克里斯汀與艾瑞克之間關係的核心。克里斯汀將艾瑞克視為父親生前承諾會出現的「音樂天使」，而魅影則將克里斯汀看作自己的音樂門徒，傾注熱情將所知一切教授給她。

### 類型
《歌劇魅影》小說形式上屬悬疑小说，敘事框架設定為一名偵探透過多方調查逐步拼湊線索。 其核心謎團圍繞於歌劇院內那個能神出鬼沒於難以進入之處的「魅影」之身分與動機。然而，《歌劇魅影》的結構似乎僅為表層，作品更接近於一部哥德小說。
西恩·菲茲派翠克（Sean Fitzpatrick）在評論中將魅影與其他哥德小說的經典怪物進行對比，小說中的魅影設有一間酷刑密室，曾綁架並殺害他人，墓地的小禮拜堂牆壁亦堆疊著人骨。 Drumright 則指出，根據《文學百科全書》的定義，《歌劇魅影》具備哥德小說的所有典型要素：「此類小說往往陰鬱、暴風驟雨，且充滿鬼魂、瘋狂、憤怒、迷信與復仇。」儘管魅影實際上僅是一名面容畸形的人類，但他卻具備幽靈般的特質：無人能找到他或其巢穴，人們因其外貌畸形及暴力行為而視之為怪物，心生恐懼。
小說描寫了魅影、克里斯汀與勞爾之間的三角關係。勞爾是克里斯汀的青梅竹馬，兩人感情深厚，他出身富裕，能為克里斯汀提供安全感與一段正統的婚姻。魅影則與之形成對比，他陰鬱、醜陋且危險，象徵著禁忌之愛。然而，克里斯汀仍被他吸引，因她視其為「音樂天使」，並憐憫其孤獨與黑暗的存在。

## 改編作品
《歌劇魅影》自問世以來，被改編成眾多文學及戲劇作品，涵蓋舞台音樂劇、電影及兒童讀物等多種形式。其中較為知名的舞台及銀幕改編包括1925年電影版與安德魯·洛伊·韋伯音樂劇版。
勒魯的原著曾被改編為兩部無聲電影。首部為1916年德國製作的《歌劇魅影》，現已成為散失電影，由歐內斯特·馬特雷執導。1925年環球影業製作的無聲電影版則由朗·钱尼飾演魅影。該片拍攝期間導演曾多次更換，最初執導的愛德華·塞吉威克將電影風格轉為帶有喜劇元素的黑暗浪漫，但也因此未受觀眾青睞。最終由莫里斯·皮瓦爾與洛伊絲·韋伯重新剪輯，剔除大部分塞吉威克的改動，回歸原著主旨，使電影大獲成功。
最著名的改編則為安德鲁·劳埃德·韦伯於1986年創作的同名音樂劇。韋伯因為偶然取得一本二手小說，立志打造一部具重要意義的浪漫作品，並與團隊攜手完成一部既尊重原著又深受當時觀眾喜愛的音樂劇。 不過在製作過程中，關於該劇究竟是「靈感來自」還是「改編自」勒魯小說曾引發爭議。紐約製片助理比爾·奧康奈曾力爭使用「改編自」字眼，以彰顯勒魯的原創貢獻；但製作人卡梅隆·麥金托什及韋伯所屬「真有用劇院公司」的律師團隊回應，強調從未忽視勒魯的貢獻，且持續在劇目冊中採用「靈感來自」的表述，令奧康奈不滿。
該音樂劇於1986年在倫敦首演，1988年登上百老匯，並榮獲英美兩地多項重要戲劇獎項。它成為百老匯歷史上演出最長的音樂劇（自首演起連續演出35年，直至2023年閉幕），且仍於倫敦西區持續上演（僅次於《悲慘世界》，為西區第二長壽音樂劇）。此外，《歌劇魅影》亦在全球多地陸續進行翻譯及巡迴演出，但迄今尚未於法國舉辦過專業公演。

## 外部連結
- 古腾堡计划中的 歌劇魅影英譯版本免費電子書 （页面存档备份，存于）
- 法語維基文庫中的 歌劇魅影原文版本 （页面存档备份，存于）